# Fotokathode
Een fotokathode is een negatief geladen elektrode in een toestel dat bestemd is om licht te detecteren, zoals een fotomultiplicator of fotoversterkerbuis, dat bedekt is met een lichtgevoelige stof. Wanneer deze geraakt wordt door een lichtdeeltje, een zogenaamd foton, zal de door de botsing geabsorbeerde energie leiden tot een emissie van elektronen als gevolg van het foto-elektrisch effect. Dit betekent dat elektronen in aangeslagen toestand hun overtollige energie zullen kwijtraken door het uitzenden van elektromagnetische straling. Deze energie wordt uitgezonden in een vorm van zichtbaar licht, met een karakteristieke golflengte en dus ook kleur.

## Soorten bedekkingen
Een gewone metalen kathode zal foto-elektrische eigenschappen vertonen, maar vaak verkiest men toch een beroep te doen op gespecialiseerd materiaal, dat het effect van deze eigenschappen verhoogt. Een fotokathode wordt meestal gemaakt uit alkalimetalen met een zeer lage werkfunctie. Dit is de minimale hoeveelheid energie die een elektron nodig heeft om zichzelf te verwijderen van het oppervlak van een bepaalde stof. De foto-elektrische werkfunctie is gegeven door:
{\displaystyle \phi =hf_{0}\,}
met {\displaystyle h\,} de constante van Planck en {\displaystyle f_{0}\,} de minimumfrequentie van het foton nodig om een foto-elektrische emissie te veroorzaken. Bij de gebruikte alkalimetalen ligt deze laatste bijzonder laag.
Het materiaal van de bedekking laat dankzij zijn lage werkfunctie de elektronen veel sneller los dan het onderliggende materiaal, waardoor fotonen met een lage energie-inhoud met infrarode straling kunnen gedetecteerd worden. De lens neemt de straling van het object waar vanachter een laag bedekt glas. De fotonen raken het metalen oppervlak en dragen elektronen over aan de achterkant. De vrijgekomen elektronen worden vervolgens verzameld om het uiteindelijke beeld te vormen.

## Mogelijke materialen van een fotokathode
| Materiaal                                                               | Kenmerken |
| ----------------------------------------------------------------------- | --- |
| Ag-O-Cs (of S-1)                                                        | Het eerste samengestelde materiaal voor de fotokathode, ontwikkeld in 1929. Heeft een gevoeligheid van 300 tot 1200 nm. |
| Sb-Cs (antimoon-cesium)                                                 | Dit materiaal heeft een spectrale reactie die gaat van uv-straling tot zichtbaar licht. |
| Sb-Rb-Cs (antimoon-rubidium-cesium) en Sb-K-Cs (antimoon-kalium-cesium) | Een spectrale reactie vergelijkbaar met die van een Sb-Cs fotokathode, maar met een hogere gevoeligheidsgraad. |
| Na-K-Sb (natrium-kalium-antimoon)                                       | Kan temperaturen tot 175°C weerstaan. |
| Na-K-Sb-Cs (natrium-kalium-antimoon-cesium)                             | Heeft een wijde spectrale reactie die gaat van ultraviolet tot infrarood. De golflengte kan tot 930 nm verlengd worden. |
| GaAs (galliumarsenide)                                                  | Bedekt een nog wijder deel van het spectrale veld dan Na-K-Sb-Cs, gaande van ultraviolet tot 930 nm. |
| InGaAs (indiumgalliumarsenide)                                          | Met speciale technieken kan deze kathode opereren tot 1700 nm. |
| Cs-Te (cesium-telluur) en Cs-I (cesiumjodide)                           | Deze zijn gevoelig voor uv-straling, maar niet voor zichtbaar licht en worden daarom in het Engels ook wel solar blind genoemd. Cs-Te is ongevoelig voor golven met een golflengte van meer dan 320 nm, Cs-I voor golven met een golflengte van meer dan 200 nm. |